# 10-8: Officers on Duty
10-8: Officers on Duty ist eine US-amerikanische TV-Polizei-Serie des Senders ABC, die vom 28. September 2003 bis zum 25. Januar 2004 ausgestrahlt wurde. Die Serie umfasst 15 Folgen in einer Staffel, von denen allerdings nur 14 Folgen im US-Fernsehen zu sehen waren.

## Handlung
Die Handlung dreht sich um die ersten Wochen des jungen Deputy Sheriff Rico Amonte, der frisch von der Academy kommend seinen Dienst beim Sheriffs-Department in Los Angeles antritt. Die einzelnen Folgen geben den polizeilichen Alltag, aber auch oft gefährliche Einsätze wieder, die er meist mit dem Senior Deputy John Henry Barnes zu bestehen hat. Dabei haben sie es mit Drogendealern, Mördern, Bankräubern, Strafgefangenen und Bandenkriegen zu tun.

## Hintergrund
Die Dreharbeiten erfolgten in Kalifornien und der Highland Park Police Station in Los Angeles.
ABC setzte die Serie aufgrund zu schlechter Quoten bereits vor Ende der Ausstrahlung der ersten Staffel wieder ab. In Deutschland zeigte Kabel eins die komplette Serie vom 21. November 2009 bis zum 6. März 2010.

## Episodenliste
| Nummer | Titel (Deutschland)      | Erstausstrahlung (Deutschland) | Originaltitel             | Erstausstrahlung (USA) |
| ------ | ------------------------ | ------------------------------ | ------------------------- | ---------------------- |
| 1      | Fehlstart                | 21. Nov.2009                   | Brothers In Arms          | 28. Sept. 2003         |
| 2      | Unglücksboten            | 28. Nov.2009                   | Hard Day’s Night          | 5. Okt. 2003           |
| 3      | Familienbande            | 5. Dez. 2009                   | Gun Of A Son              | 12. Okt. 2003          |
| 4      | Kinderseele              | 12. Dez. 2009                  | Badlands                  | 19. Okt. 2003          |
| 5      | Rachefeldzug             | 19. Dez. 2009                  | Blood, Sugar, Sex, Magik  | 26. Okt. 2003          |
| 6      | Gewaltexzess             | 2. Jan. 2010                   | Mercy, Mercy Me           | 2. Nov. 2003           |
| 7      | Gefährliche Liebschaften | 9. Jan. 2010                   | Late For School           | 9. Nov. 2003           |
| 8      | Ein mieser Tag           | 16. Jan. 2010                  | Gimme Shelter             | 23. Nov. 2003          |
| 9      | Gejagt                   | 23. Jan. 2010                  | Let It Bleed              | 30. Nov. 2003          |
| 10     | Vertrauen                | 30. Jan. 2010                  | The Wild Bunch            | 7. Dez. 2003           |
| 11     | Lucy                     | 6. Feb. 2010                   | Lucy In The Sky           | 21. Dez. 2003          |
| 12     | Garten Eden              | 13. Feb. 2010                  | Flirtin’ With Disaster    | 11. Jan. 2004          |
| 13     | Unter falschem Verdacht  | 20. Feb. 2010                  | Gypsy Road                | 18. Jan. 2004          |
| 14     | Romeo und Julia          | 27. Feb. 2010                  | Love Don’t Love Nobody    | 25. Jan. 2004          |
| 15     | Offene Rechnungen        | 3. Mär. 2010                   | The Wild And The Innocent | n.n.                   |